# Eugnosta mitis
Eugnosta mitis es una especie de polilla de la tribu Cochylini, familia Tortricidae.
Fue descrita científicamente por Razowski en 1993.

## Distribución
Se encuentra en México (Norte de Baja California).